# ميخائيل لي (لاعب كريكت)
ميخائيل لي (19 أكتوبر 1935 في المملكة المتحدة - 12 سبتمبر 2012 بكيب تاون في جنوب أفريقيا) (بالإنجليزية: Michael Lee)‏ هو لاعب كريكت زيمبابوي.

## وصلات خارجية
- ميخائيل لي على موقع إي آس بي آن كريك إنفو (الإنجليزية)